# ダニエル・エヴァンス (俳優)
ダニエル・エヴァンス（Daniel Evans、1973年7月31日 - ）は、ウェールズの俳優。

## 出演作品
- ラーメンガール（チャーリー）
- ロイヤル・シェイクスピア・カンパニー／夏の夜の夢
- サイコ・アイ／売春婦連続惨殺事件